# 蕭獻
衡陽蕃王蕭獻（6世紀—550年），名或作俊，南蘭陵郡蘭陵縣人，南朝梁衡陽宣王蕭暢之孫，衡陽孝王蕭元簡之子。
天監十八年（519年）正月，郢州刺史、衡陽嗣王蕭元簡薨于任上。普通二年（521年），蕭獻服闋，襲封衡陽蕃王，歷官不詳。
侯景之乱期间，邵陵王萧纶以萧献为齐州刺史，镇守齊昌郡。大寶元年（550年）十一月，侯景部將任約進軍至西陽郡後，分兵進攻齊昌郡，擒獲蕭獻，並將其執送京師建康城後殺害。